# Corpo cinza
Em física, um corpo cinza é um objeto que absorve parcialmente a luz que o atinge, diferente de um corpo negro. Corpos cinzas, tais como corpos negros, podem produzir radiação tal como luz, em diferentes graus.
Num corpo cinza a emissividade da radiação electromagnética é constante - e sempre inferior a 1 sabendo que a emissividade igual a 1 corresponde à de um corpo negro- não dependendo do comprimento de onda. A absorção (ou absorvância) também é constante num corpo cinza. Não existe nenhum corpo cinza conhecido na natureza.
Por oposição num corpo não cinza a emissividade depende do comprimento de onda, da temperatura e da direcção da emissão
É frequente em medições de luminosidade (como no infravermelho) se assumir que a emissividade e absorvidade não são dependentes do comprimento de onda da radiação incidente ou emitente - dessa forma a emissividade de um corpo é assumida constante: assumindo-se assim que os objetos são corpos cinzas.